# Guillermo Sullivan
Guillermo Sullivan (Ramallo, 1888-Buenos Aires, 1 de agosto de 1927) fue un político y poeta argentino.

## Biografía
Descendiente de irlandeses, su infancia estuvo marcada por la temprana muerte de su padre. A los 9 años recitaba versos de sus poetas preferidos en las tertulias del pueblo, de los que solía elegir estrofas que denunciaban la pobreza del pueblo y los excesos del gobierno conservador.
Desde adolescente su nombre era conocido en los ámbitos radicales. Escribía un periódico manuscrito (porque todavía no existían máquinas de imprenta en su pueblo) que se repartía entre los vecinos, que los pasaban de mano en mano a medida que era leído.
Junto con su hermano Santiago encabezó la revolución radical de 1905 en el norte de la provincia, luego de lo cual estuvo a punto de ser expatriado. En 1908 la provincia de Santa Fe lo premió por un trabajo sobre la importancia de la inmigración en Argentina. En 1910 se produjo en Ramallo un movimiento prodemocrático, pero luego de que varios de los dirigentes afines se pasaran al bando contrario renegando de sus principios, Guillermo Sullivan los denunció en la prensa y decidió entonces realizar un viaje por distintas ciudades del país, dando conferencias con notable éxito. En 1912 se trasladó definitivamente a Buenos Aires, donde viviría hasta su muerte.
Durante 1915 fue director de Blasón, Revista de letras, ciencia, política, arte, historia, comercio y comentarios generales, donde escribían Manuel Baldomero Ugarte, Aristóbulo del Valle, Almafuerte (Pedro Bonifacio Palacios), Guillermo Espeche y López de la Molina, entre otros.
Entre 1918 y 1920 contribuyó con la Revista Nacional ―dirigida por Mario Jurado―, donde escribían Julio Irazusta, Alfonsina Storni y Conrado Nalé Roxlo entre otros, en Nosotros Revista Mensual de Letras, Arte, Historia, Filosofía y Ciencias Sociales y en El Radical.
En 1922 fue víctima de un intento de asesinato por cuestiones políticas.
Diputado nacional por el Partido Radical (1924-1928), integró la corriente yrigoyenista, entre los que se encontraban Nicolás Coronado, Horacio Oyhanarte, Pedro Bidegain, José Álvarez, Héctor Bergalli, Guillermo Fourouge, Víctor J. Guillot, Domingo Guzzo, Juan Hiriart, Aníbal Mohando, Diego Luis Molinari y Juan Poggi.
En su labor parlamentaria se dedicó principalmente a proyectos pedagógicos y referidos al código civil y penal. En 1925 propuso colocar la dirección de los colegios secundarios en manos de un consejo directivo y un rector designado por el profesorado del correspondiente colegio en votación directa, secreta y a simple mayoría de votos.
También en 1925 presentó un proyecto de ley para condonar la deuda de Paraguay, creada en la Guerra de la Triple Alianza.

## Homenaje
El payador Carlos Velázquez le dedicó unas estrofas en sus cantos populares: 

Aunque esto de improvisar

yo casi ya no me acuerdo,

he de cantarle unos versos

al amigo don Guillermo.

Es un amigo que quiero

como no quiero otro igual

si es tan pibe por los años

como grande frente al mal.

Es el padre de los pobres

a pesar de su tamaño:

cuide bien su pellejo

el que quiera hacerle daño.

Falleció en Buenos Aires el 1 de agosto de 1927.

## Obras
- 1910: Preludios.
- 1911: Ahí van.
- 1917: Y brotaron, entre las piedras, algunas flores...
- 1919: Aldabonazos de ayer.
- 1920: Los sembradores de la belleza.
- 1922: Bíblico vino.
- 1923: A la vera del camino.